# 騏利企業
騏利企業有限公司（前港交所上市編號：0182.HK）是在1931年由胡兆熾創立，主要業務是經營地產、園藝、餐飲、畫廊及科技支援業務。
曾在1973年上市，直至到1990年私有化而撤銷上市。

## 外部連結
- 騏利企業 （页面存档备份，存于）